# A Fever in the Blood
A Fever in the Blood is een Amerikaanse dramafilm uit 1961 onder regie van Vincent Sherman. Het scenario is gebaseerd op de gelijknamige roman uit 1959 van de Amerikaanse auteur William Pearson.

## Verhaal
Een man met politieke connecties vermoordt een vrouw die hem heeft afgewezen. De openbare aanklager Dan Callahan leidt het moordonderzoek. Rechter Leland Hoffman en hij willen zich allebei kandidaat stellen voor het gouverneursambt. De magistraten zijn bang dat het politieke karakter van de moordzaak een obstakel zal vormen voor hun ambities.

## Rolverdeling
| Acteur              | Personage           |
| ------------------- | ------------------- |
| Efrem Zimbalist jr. | Leland Hoffman      |
| Angie Dickinson     | Cathy Simon         |
| Jack Kelly          | Dan Callahan        |
| Don Ameche          | Alex S. Simon       |
| Ray Danton          | Clem Marker         |
| Herbert Marshall    | Oliver P. Thornwall |
| Andra Martin        | Laura Mayberry      |
| Jesse White         | Mickey Beers        |
| Rhodes Reason       | Walter Thornwall    |
| Robert Colbert      | Thomas J. Morely    |
| Carroll O'Connor    | Matt Keenan         |
| Parley Baer         | Charlie Bosworth    |
| Saundra Edwards     | Lucy Callahan       |
| June Blair          | Paula Thornwall     |